# Vuelta a Castilla y León 1998
La Vuelta a Castilla y León 1998, tredicesima edizione della corsa, si svolse dal 1º al 4 giugno su un percorso di 616 km ripartiti in 4 tappe (la 4 suddivisa in due semitappe), con partenza a Palencia e arrivo a Valladolid. Fu vinta dallo spagnolo Aitor Garmendia Arbilla della Banesto davanti al suo connazionale Ángel Casero, vincitore dell'edizione precedente, e al tedesco Jan Ullrich.

## Tappe
| Tappa  | Data      | Percorso                                    | km  | Vincitore di tappa      | Leader cl. generale     |
| ------ | --------- | ------------------------------------------- | --- | ----------------------- | ----------------------- |
| 1ª     | 1º giugno | Palencia > León                             | 124 | Óscar Freire            | Óscar Freire            |
| 2ª     | 2 giugno  | León > León                                 | 175 | Aitor Garmendia Arbilla | Aitor Garmendia Arbilla |
| 3ª     | 3 giugno  | Ponferrada > Zamora                         | 201 | Christophe Mengin       | Aitor Garmendia Arbilla |
| 4ª-1ª  | 4 giugno  | Zamora > Valladolid                         | 100 | Steffen Wesemann        | Aitor Garmendia Arbilla |
| 4ª-2ª  | 4 giugno  | Valladolid > Valladolid (cron. individuale) | 16  | Uwe Peschel             | Aitor Garmendia Arbilla |
| Totale | Totale    | Totale                                      | 616 |                         |                         |

## Dettagli delle tappe

### 1ª tappa
- 1º giugno: Palencia > León – 124 km

| Pos. | Corridore       | Squadra           | Tempo    |
| ---- | --------------- | ----------------- | -------- |
| 1    | Óscar Freire    | Vitalicio Seguros | 2h35'20" |
| 2    | Cândido Barbosa | Banesto           | s.t.     |
| 3    | Martin Rittsel  | Cantina Tollo     | s.t.     |

| Pos. | Corridore    | Squadra           | Tempo |
| ---- | ------------ | ----------------- | ----- |
| 1    | Óscar Freire | Vitalicio Seguros |       |

### 2ª tappa
- 2 giugno: León > León – 175 km

| Pos. | Corridore               | Squadra | Tempo    |
| ---- | ----------------------- | ------- | -------- |
| 1    | Aitor Garmendia Arbilla | Banesto | 5h05'35" |
| 2    | Fernando Escartín Coti  | Kelme   | a 18"    |
| 3    | Víctor Hugo Peña        | Avancia | s.t.     |

| Pos. | Corridore               | Squadra | Tempo    |
| ---- | ----------------------- | ------- | -------- |
| 1    | Aitor Garmendia Arbilla | Banesto | 7h40'47" |

### 3ª tappa
- 3 giugno: Ponferrada > Zamora – 201 km

| Pos. | Corridore         | Squadra            | Tempo    |
| ---- | ----------------- | ------------------ | -------- |
| 1    | Christophe Mengin | FDJ                | 5h22'37" |
| 2    | Cândido Barbosa   | Banesto            | s.t.     |
| 3    | Ivan Cerioli      | Estepona En Marcha | s.t.     |

| Pos. | Corridore               | Squadra | Tempo     |
| ---- | ----------------------- | ------- | --------- |
| 1    | Aitor Garmendia Arbilla | Banesto | 13h02'04" |

### 4ª tappa - 1ª semitappa
- 4 giugno: Zamora > Valladolid – 100 km

| Pos. | Corridore        | Squadra           | Tempo    |
| ---- | ---------------- | ----------------- | -------- |
| 1    | Steffen Wesemann | Telekom           | 2h17'27" |
| 2    | Óscar Freire     | Vitalicio Seguros | s.t.     |
| 3    | Cândido Barbosa  | Banesto           | s.t.     |

| Pos. | Corridore               | Squadra | Tempo |
| ---- | ----------------------- | ------- | ----- |
| 1    | Aitor Garmendia Arbilla | Banesto |       |

### 4ª tappa - 2ª semitappa
- 4 giugno: Valladolid > Valladolid (cron. individuale) – 16 km

| Pos. | Corridore     | Squadra            | Tempo  |
| ---- | ------------- | ------------------ | ------ |
| 1    | Uwe Peschel   | Estepona En Marcha | 19'49" |
| 2    | Jan Ullrich   | Telekom            | a 4"   |
| 3    | Melchor Mauri | ONCE               | a 12"  |

| Pos. | Corridore               | Squadra           | Tempo     |
| ---- | ----------------------- | ----------------- | --------- |
| 1    | Aitor Garmendia Arbilla | Banesto           | 15h40'58" |
| 2    | Ángel Casero            | Vitalicio Seguros | a 1'05"   |
| 3    | Jan Ullrich             | Telekom           | a 1'26"   |

## Classifiche finali

### Classifica generale
| Pos. | Corridore                      | Squadra                          | Tempo     |
| ---- | ------------------------------ | -------------------------------- | --------- |
| 1    | Aitor Garmendia Arbilla        | Banesto                          | 15h40'58" |
| 2    | Ángel Casero                   | Vitalicio Seguros-Grupo Generali | a 1'05"   |
| 3    | Jan Ullrich                    | Team Deutsche Telekom-ARD        | a 1'26"   |
| 4    | Melchor Mauri                  | ONCE                             | a 1'12"   |
| 5    | Fernando Escartín Coti         | Kelme                            | a 1'21"   |
| 6    | David Cañada                   | ONCE                             | a 1'55"   |
| 7    | Fausto Dotti                   | Ros Mary-Amica Chips             | a 2'44"   |
| 8    | Michael Blaudzun               | Team Deutsche Telekom-ARD        | a 3'40"   |
| 9    | Orlando Sergio Gomes Rodrigues | Banesto                          | a 3'58"   |
| 10   | Víctor Hugo Peña               | Avancia-Telecom -Kelme           | a 4'27"   |